# 名港西大橋
名港西大橋（めいこうにしおおはし）は、伊勢湾岸自動車道伊勢湾岸道路の名港中央IC（名古屋市港区金城ふ頭）から飛島IC（海部郡飛島村木場）の間にある橋梁。名古屋港を横断する名港トリトン（名港東大橋、名港中央大橋、名港西大橋）のひとつである。
昭和59年度の土木学会田中賞作品部門を受賞した。

## 概要
橋長758 m、中央径間405 mの鋼斜張橋である。構造が他の2大橋と異なって上下線に分離しており、上り線（現在の豊田・新東名方面）は有料道路名港西大橋として1985年（昭和60年）3月20日に暫定2車線対面通行で供用された。一方、下り線（現在の四日市・新名神方面）は1993年7月に事業化され、1998年3月30日から供用された 。
日本道路公団（現・NEXCO中日本）の資料では、上り線を一期線、下り線を二期線と呼称していることから、以下の解説もそれに倣う。なお、一期線は二期線および他2橋と比べ路肩が狭くなっているが、これは当路線が新東名・新名神と一体運用の東西幹線とされる以前の、道路規格第2種第1級（名二環と同規格）として計画されていた時代に設計施工されたためである。
斜張橋は斜めに張ったケーブルで橋桁を吊る橋の一形式である。このため、桁橋に比べて支間長が長く設定できるメリットがある。技術の進歩によって支間長は長大化の傾向にあり、長らく支間長200 m以下クラスの橋が主流の中で、1975年以降は400 mクラスとなり、西大橋建設過程時もこの流れの中にあった。西大橋一期線は支間長405 mで、竣工当時は世界最長の斜張橋であった。西大橋以後、鋼斜張橋は急速に長大化してきている。なお、支間長 405 mに決定した理由として、船舶の航行条件として概ね340 mの長さを必要としたこと、これに必要な防護施設の幅をプラスしたためである。
本橋は3径間連続斜張橋であり、A形の2本の主塔とその両端の橋脚により構成される。本項では日本道路公団（現・NEXCO中日本）の呼称に従い、木場金岡ふ頭側の橋脚をP-1、同主塔をP-2、金城ふ頭側主塔をP-3、同橋脚をP-4として記述する。

## 構造

### 諸元
- 橋長 : 758 m[4]
- 支間割 : 176.5 m+405 m+176.5 m[11]
- 桁下空間 : T.P+39.4 m[4]
- 基礎 : P-1、P-4 : 場所打鉄筋コンクリート杭　P-2、P-3 : ニューマチックケーソン[4]
- 型式 : 3径間連続鋼斜張橋[4]
- 主桁 : 偏平六角形箱桁[4]
- ケーブル : 一期線 : パラレルワイヤーストランド　直径5 mm[4]、二期線 : セミパラレルワイヤーストランド　直径7 mm[12]

一期線が計画された1970年代後半、マルチケーブルによる長大斜張橋の施工例は日本国内にはなく、世界的見地からしても珍しいものであった。よって技術的に未知の部分が多く、幾多の調査研究を経て設計された。また、名古屋港に架かるこの橋は、季節風や海風の影響を受け、幾多の船舶が横断することから、設計はその点を考慮した。

### 下部工

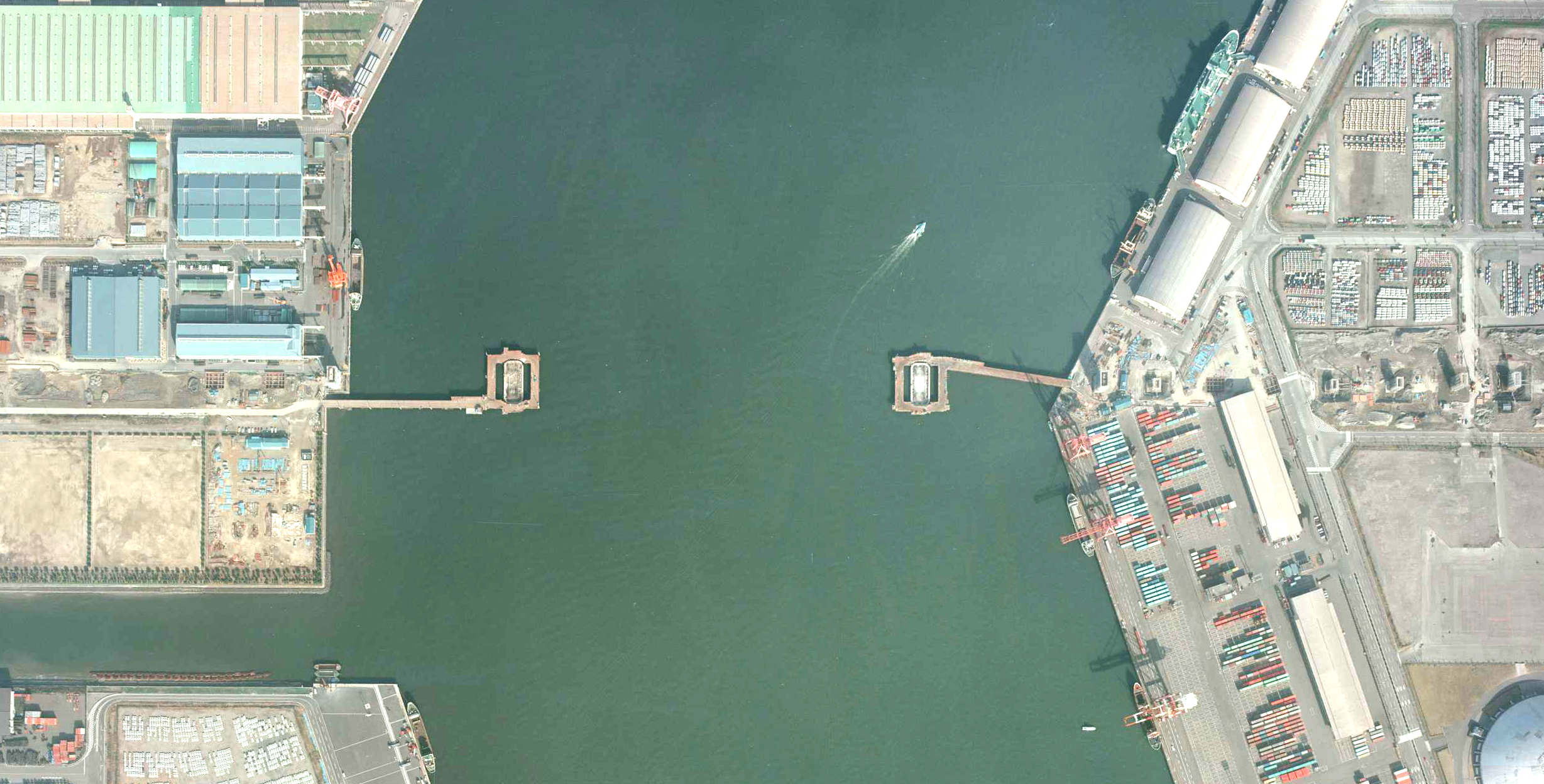
建設中の一期線。橋脚周囲にジャケットを設置し、陸上とジャケットをつなぐ桟橋を設けている（1982年11月）
出典：『国土交通省「国土画像情報（カラー空中写真）」（配布元：国土地理院地図・空中写真閲覧サービス）』

地質調査の結果、支持層として適格な東海層は、東大橋ではT.P-30 m付近だが、西大橋ではT.P-150 mでも確認できなかった。よって、それよりも浅い層を支持層として求め、砂層ではあるが強度的に安定している熱田層下部砂層（洪積層）をP-2およびP-3、P-4の支持層とした。その深度はT.P-45 m付近である。なお、一期線施工後に地層区分および記号が変更され、西大橋の支持層は従来の熱田層から海部・弥富累層となった。
基礎形式は海中部橋脚のP-2、P-3がニューマチックケーソン、陸上部橋脚のP-1、P-4が現場打コンクリート杭である。P-2、P-3では、ニューマチックケーソン基礎の他に鋼管矢板基礎も検討されたが、工事費用が割安であるメリットがあるにせよ、大型の鋼管矢板基礎の設計手法が確立されていないこと、および施工上の問題点が払拭されていないことからケーソン方式が採用された。
P1、P4はふ頭に建設されることから資材搬入路の心配はないが、問題は海中のP-2、P-3である。このため、P-2は西二区（現・木場金岡ふ頭）から、P-3は金城ふ頭から桟橋を設け、これを搬入路とした。一方、作業足場はジャケットと呼称する鋼製の足場を工場で組み立てたのち、フローティングクレーンで設置する方法によった。これにより海上作業期間の大幅短縮が可能となったほか、ジャケット上でクレーンおよびトラックを活用できることから作業効率の向上が図られている。
ニューマチックケーソンのため人がケーソン底部に入って掘削作業を行うが、そのためには作業室内から水を排除するために高圧の空気を送り込むことになる。しかしながら、掘削して深度が深まるにつれて多大な水圧を受けることから、それに対抗するためにより高圧の空気を送り込む必要があり、その結果、潜函病を発症するリスクが高まる。しかし施工の容易さ（地質、地層の変化に対応でき、支持地盤を直接確認できる）やコストの点から施行例が多く、西大橋もその例に漏れない。しかし、以上に見た悪影響（潜函病）を回避するためのさまざまな手段が講じられ、ケーソン周辺に大深度の井戸を掘って地下水を揚水することで、送り込む空気の圧力を低減して作業員の安全に配慮すると共に作業効率の向上を図った（ディープウェル工法）。
一期線計画時点で将来二期線が近接施工されることは織り込み済みであったが、当初は主桁の2倍の間隔をあけるとの前提から、ケーソン基礎の間隔は10 mで計画された。しかし、後年の道路規格変更で二期線が拡幅された関係でケーソン基礎間隔も13 mに拡大され、ケーソン基礎も一期線比で5 m拡大された。基礎間隔が約3 m拡大されたとはいえ、13 mしか離れていないところへケーソン基礎を埋めることで一期線への影響が懸念された。特にディープウェル工法によって地下水をくみ上げた際に地盤が変位して一期線の基礎が傾斜する懸念があった。潜函病対策として是非とも必要な工法であるが、以上のリスクを鑑み当工法を断念する代わりにヘリウム混合ガスを作業員に呼吸させることで問題の解決を図った。これによって海面下40 m以下の高い気圧の中での作業を可能とした。ただし、地面の掘削は世界初の無人掘削システムによる通常気圧下で作業員が遠隔操作でパワーショベルを操作し、ヘリウム混合ガスの吸引は機器のメンテナンスや点検時に限って使用した。
基礎と主塔を連結するためのアンカーブロックを設置してからコンクリートを打設するが、大重量で高さ120 mを越える主塔をコンクリート上で安定的に支え密着するには高精度の平坦性が要求される。このため、研磨機を使ってアンカーボルト周辺部のコンクリートを研磨した。

### 主塔・橋脚
独立2橋並列で、両橋が近接することから、支間長(405 m)に比べて主塔の幅が狭いスレンダーな外観が特徴となっている。また、支持層が砂層で軟弱地盤であることから、瀬戸大橋のような門形によらず、重量軽減のためA形として下部工の負担を抑えた。西大橋は中央大橋と東大橋と比べると塔頂から下部工までがストレートで、その形はまさしくA形である。それでも、設計段階では主桁部以下の塔柱間隔を絞り込んで中央、東大橋のイメージで計画されたが、Aに比べて塔下部に架かる負担が大きく、塔自体の重量も重かった。そこに製作の容易さ、形式美も勘案して現行のA形が採用された。主塔形状の変更によって橋軸方向（車の進行方向）の負荷が減少したことに伴い、主塔断面形状も南北方向が狭められて東西方向が長めの長方形となった。主塔高さは122 m（T.P基準では127 m）で、3橋の中では最も低い。
架設は主塔の根元たる小ブロックをアンカーブロックに置いてボルトで接合した。当基部より上の部分（大ブロック）は製作工場でAの形に組み上げて3000 tフローティングクレーンで吊り上げ、そのまま名古屋港に運び入れて下部工と接合した。
西大橋は名古屋港の表玄関の飾りとの位置付けから、その塗装については愛知県と名古屋市、専門家が検討した結果、白色と決定した。ところが主塔が航空法に抵触する高さであることから高層建築物と見なされ、運輸省（現、国土交通省）は赤白縞にすることを求めてきた。つまり東京タワーに塗装されている黄赤と白の縞模様にすることを要請してきたのである。結果的に1980年に航空法施行規則の一部が改正されたことを受けて、昼間障害標識に高光度航空標識灯を設置する場合は黄赤と白の対象外となった。よって色選択の自由度が得られ、西大橋は誘目性、視認性、港のシンボル性を考慮して赤系濃彩色を採用した。塗料は最終の外面上塗りが主として塩化ゴム系とした（一期線）。これは海上施工となるため塩分付着対策、長期的な防錆効果を期待した結果である。工場で下塗り第4層まで塗装し、以降現場に運び入れてケーブル架設後最終塗装を実施した。工場で最終塗装しなかったのは、ケーブル架設も含めた工事における足場、エレベーター、架設梁の設置撤去によって塗膜に傷がついてタッチアップが多くなると判断されたためである。なお、二期線完成を機に一期線の再塗装が実施されている。
P-1、P-4橋脚は鉄筋コンクリート中空壁式である。その外観的特徴はV字形にあり、主塔のA形に比して逆対称を強調するデザインである。中空断面としたのは軟弱地盤上にあることから、重量軽減を図って地盤の負担軽減を狙ったためである。

### 主桁
| 主桁高さはカーフェリー「いしかり」を基準として決定された。（画像左）主桁は多室箱型で耐風安定性に配慮した偏平六角形。両端の角はフェアリング。（画像右）  |  | 主桁高さはカーフェリー「いしかり」を基準として決定された。（画像左）主桁は多室箱型で耐風安定性に配慮した偏平六角形。両端の角はフェアリング。（画像右） |
| 主桁高さはカーフェリー「いしかり」を基準として決定された。（画像左） 主桁は多室箱型で耐風安定性に配慮した偏平六角形。両端の角はフェアリング。（画像右） |  | |

桁高さの決定要因は大型船舶の通過に支障が出ないことである。西大橋では名古屋港と苫小牧西港を結ぶカーフェリー「いしかり」（マスト高さ36 m）が最大船舶と想定され、余裕高さ2 mを加えて桁下空間を38 mと決定した。
名古屋港に架かる本橋は海風の影響を受け、特に海面より高い位置にある主桁に対してはその影響による安全面が心配された。このため主桁断面形状の検討で風洞実験を行い、風による抵抗低減の意図から薄型の変形六角形他室箱型を採用した。これはケーブルの定着性も良いと見込まれたうえでの採用でもあった。主桁の外腹板に定着鋼管を直接割り込ませて溶接し、フェアリングを被せて該当箇所を隠蔽していることから、見かけ上はシンプルである。昨今は各地の橋で採用されている当該定着方式も、一期線計画当時は長大斜張橋における採用実績が皆無であったことから、定着部における応力が主桁に伝わる流れが未解明であった。そこで、大阪の豊里大橋建設に際して実施された模型実験による成果を一期線の定着部の実験で参考とした。

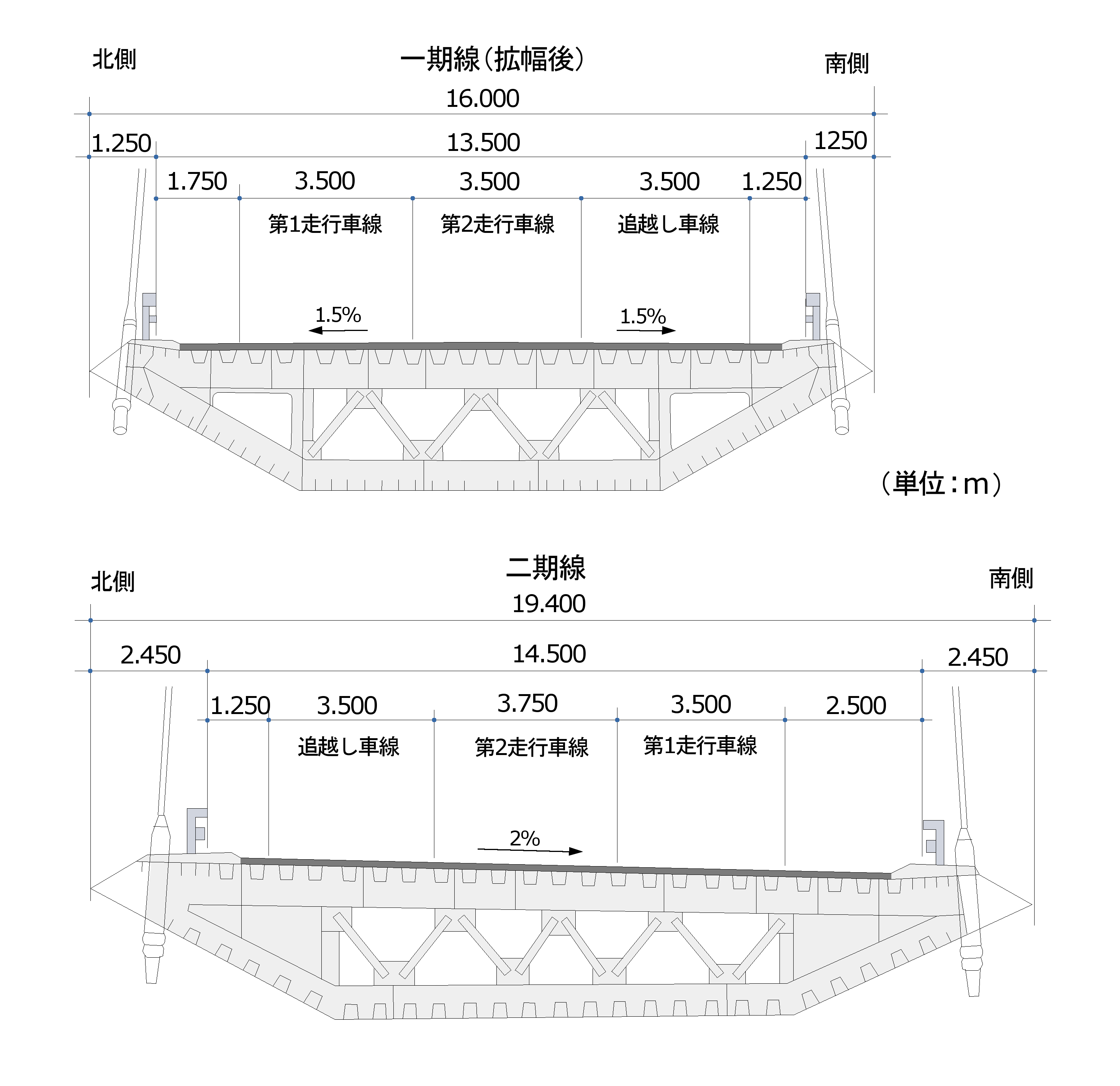
一期線（拡幅後）と二期線の主桁比較図。断面は薄型変形六角形の箱形だが、二期線は2%の傾斜があるため、断面形状が左右で著しく異なる。また、二期線は一期線比で左右に3.4 m拡大されている。出典：『伊勢湾岸道路工事誌』304頁、411頁

一期線の主桁は道路構造規格第二種第一級で設計されたことから幅員16 m（フェアリング含む）である。これに対し二期線は道路構造規格第一種第二級で設計されたことから19.4 mと一期線比で3.4 m拡大されている。一期線も二期線供用に併せて第一種第二級に規格変更するために高欄の取替えを行って道路幅を拡大した。取り替え後の高欄は、断面が100 mm縮小され、高欄取り付け位置も両側へ150 mm移動した。この結果、標準幅員は改良前の12.5 mから13.5 mに、北側路肩は1.25 mから1.75 mに、南側路肩は0.75 mから1.25 mに拡大された。ただし、車線は当初計画の3.5 m×3が維持され、二期線の3.5 m+3.75 m+3.5 mと比較すると第2走行車線が狭くなっている。なお、一期線に接続する陸上高架橋も幅員拡大が行なわれたが、こちらはコンクリート製高欄をカッターで切り落とした上で、新たに製作した拡幅用床板をボルト接合するという大がかりな工事となった。
一期線と二期線の主桁間隔は主桁中心線基準で50 mとなっている。風による干渉影響を抑えるには一期線と二期線の間隔が桁幅の2倍必要であることから50 mとされた。ただし、一期線設計段階では45 mであったが、道路規格変更による二期線の桁幅拡大によって両橋の間隔が変動したことで5 m拡大されるに至った。
一期線の高欄には航空機のフラップにも似た抑流板が据え付けられ海風による影響を抑制することとしたが、二期線完成により抑流板なしでも問題なしと判定されたことで撤去された。
主桁の架設方法はベント（Bent : 橋脚を意味するが日本では仮支柱をベントと呼ぶ。ステージングともいう）併用張り出し架設工法によった。水中ベント上に主桁6ブロックをフローティングクレーンで一括載荷し、ケーブル架設後、左右に1ブロックずつ張り出していった。左右から中心部に向けて伸長した主桁は1997年6月17日に最後のブロックを併合し、主桁は1つにつながった。3大橋がこの併合で1つにつながるとあって当日は多数の報道関係者が現場に詰めかけ、地元のトップニュースとして取り上げられた。なお、二期線のベントは費用圧縮のため中央大橋で使用されたものを小改造のうえ転用したものである。また、使用後は長崎県の大島大橋建設事業のために再度小改造のうえ転用された。
一期線完成時における主桁は主塔と同じ赤系濃彩色で塗装された。よってケーブルカラー（黒）以外は全て赤色であった。後年、3橋の完成を機に陸上部高架橋の塗装と統一することになり、青い空、海に連続した水平線として印象付ける意図から白に塗り替えられた。

### ケーブル
| 画像左:横から見たケーブル連結部。その間隔は端部になるほど密になる。画像右:一期線は車両衝突におけるケーブル保護のため防護ステイが斜めに設置された。  |  | 画像左:横から見たケーブル連結部。その間隔は端部になるほど密になる。画像右:一期線は車両衝突におけるケーブル保護のため防護ステイが斜めに設置された。 |
| 画像左:横から見たケーブル連結部。その間隔は端部になるほど密になる。 画像右:一期線は車両衝突におけるケーブル保護のため防護ステイが斜めに設置された。 |  | |

ファン型の2面12段（合計96本）マルチケーブルにより主桁を支える。本橋は一期線と二期線に分離して施工することから、必然的に中央分離帯は設置されない。従って、主桁とケーブルの連結は道路中央によらず両端となることで主桁両端で吊る2面吊り方式が採用されている。
ケーブルは径5 mm亜鉛のめっき鋼線を163 - 379本の間で平行結束し、7種類のケーブルを製作した。主塔から離れるほど太いケーブルで緊張している。また、主桁との連結間隔は力学的観点および、張り出し架設の都合から、塔から離れるに従って密としている。なお、二期線では径7 mmに変更され、109 - 223本の間で結束している。一期線はパラレルワイヤーストランド、二期線は鋼線に若干のよりを加えたセミパラレルワイヤーストランド(NEW-PWS)である。
一期線設計時点におけるケーブルは鋼線とポリエチレン管の隙間に防錆のためのグラウト（セメント、水、混和剤を混ぜたものを注入）する手法が主流であった。工場出荷時は故意に両者の隙間を開けておき、塔と橋桁をケーブルで緊張してからグラウトした。しかし、1980年代も後半になると、鋼線とポリエチレン管を直接密着する手法が開発され、このため1995年以降に着工された二期線はグラウトなしで緊張した。
一期線の道路規格変更のため高欄を取り替えのうえ取り付け位置を両側へ移したことは先述した。ところがそのために高欄とケーブルのクリアランスが小さくなり、万が一通行車両が運転操作を誤って高欄に衝突した場合、高欄と車両がケーブルに接触することが懸念された。そこで衝突のシミュレーション解析を行なった結果、特に進行方向から見て鋭角側のケーブルに衝突した場合に甚大な影響を及ぼすことが確認された。そこで鋭角となるケーブル群と高欄の間に斜め状の防護ステイを連結することになった。これにより、走行時に傾斜した車両をケーブル内側に誘導させることが可能となった。
一期線の主桁張り出し架設中の1984年6月10日、ケーブルが大きく揺れる現象が初めて確認され、今後の制震対策を行なう上で原因を突き止める必要が生じた。このためその後3か月間に渡って振幅を計測したところ、振動発生時において必ず雨が降っていること、および風があっても雨が止むと振動が停止することが判明した。よってこの振動は雨に由来し、これに一定の速度帯の風が吹き付けることによって発生するレインバイブレーションであることが判った。この現象は名港西大橋で初めて確認されたものである。西大橋ではレインバイブレーション対策として、ケーブル間を横断的にステンレスワイヤーで連結して振幅を抑えることとした。ところがその後ステンレスワイヤーが破断していることが確認され、これを名港中央大橋や名港東大橋に採用することは同様の結果を招くとして不採用とされた。よって新対策として、ケーブルと主桁の定着部内に高減衰ゴムを内蔵し、これで振幅を抑えることにした。二期線は当初からゴムを内蔵し、一期線もゴムタイプに変更された。

## 付帯作業
下部工の施工に先立って架橋予定地の機雷の確認を行った。先の大戦において行われたアメリカ軍による空襲で、名古屋港に大量の爆発物が投下されたための対応だが、結果的に爆発物の残存は皆無であった。
一期線工事によって航路が制約を受けるため、リーディングライト設置等の必要な対策を施したが、中でもカーフェリーの安全な通航を図るため、フェリーふ頭に近接する海底の浚渫を行い、船が回頭するためのターニングベースンを確保した。

## 歴史
- 1979年（昭和54年）
  - 8月10日 : 名古屋環状2号線海上部が都市計画決定（L=9.83 km)[72]
  - 12月7日 : 一期線が事業許可[73]
- 1980年（昭和55年）
  - 5月1日 : 日本道路公団名港西大橋工事事務所設置[73]
  - 6月3日 : ターニングベースン浚渫工事開始（翌年3月20日まで）[74]
- 1981年（昭和56年）
  - 3月26日 : 一期線下部工工事発注[73]
  - 11月17日 : 一期線起工式を開催[74]
- 1982年（昭和57年）
  - 8月27日 : 一期線西塔ケーソン沈下掘削終了[74]
  - 9月6日 : 一期線東塔ケーソン沈下掘削終了[75]
- 1983年（昭和58年）
  - 2月25日 : 一期線東塔下部工竣工[75]
  - 3月15日 : 一期線西塔下部工竣工[75]
  - 7月28日 : 一期線西塔大ブロック架設[75]
  - 8月1日 : 一期線東塔大ブロック架設[75]
  - 11月7日 : 一期線主桁大ブロック架設開始[75]
- 1984年（昭和59年）
  - 7月24日 : 一期線主桁小ブロック架設完了[75]
  - 11月16日 : 一期線弾性拘束ケーブル工事完了[76]
- 1985年（昭和60年）
  - 3月20日 : 一期線供用開始[76]
  - 7月1日 : 一期線工事事務所閉鎖[76]
- 1991年（平成3年）
  - 8月28日 : 弥富 - 大府間の都市計画変更。これに伴って西大橋を含む伊勢湾岸道路の道路幅員、道路規格が変更[注釈 1][77][78]
- 1993年（平成5年）
  - 7月20日 : 西大橋の拡幅事業（二期線）許可[79]
  - 11月19日 : 二期線東西下部工工事発注[79]
- 1995年（平成7年）
  - 6月16日 : 二期線西塔ケーソンのヘリウム混合ガス併用無人掘削開始[80]
  - 8月7日 : 二期線東塔ケーソンのヘリウム混合ガス併用無人掘削開始[80]
  - 9月26日 : 二期線東塔ケーソン沈下掘削終了[80]
  - 10月25日 : 二期線西塔ケーソン沈下掘削終了[80]
- 1996年（平成8年）
  - 6月11日 : 二期線下部工東・西工事竣工[80]
  - 6月23日 : 二期線東塔大ブロック架設[80]
  - 7月3日 : 二期線西塔大ブロック架設[80]
  - 8月7日 : 二期線主桁工事発注[80]
  - 8月26日 : 二期線塔工事竣工[80]
  - 9月1日 : 二期線主桁G2'大ブロック架設[80]
  - 9月3日 : 二期線主桁G2大ブロック架設[80]
  - 9月11日 : 二期線主桁G1大ブロック架設[80]
  - 9月15日 : 二期線主桁G1'大ブロック架設[80]
  - 9月19日 : 二期線主桁G3大ブロック架設[80]
  - 9月29日 : 二期線主桁G3'大ブロック架設[80]
- 1997年（平成9年）
  - 1月26日 : 二期線主桁直下吊り工事開始[81]
  - 3月14日 : 二期線東主桁、西主桁（その1）工事竣工[81]
  - 6月17日 : 二期線併合ブロック架設[81]
  - 7月16日 : 二期線連結式開催[81]
  - 7月20日 : 名港3大橋の愛称を「名港トリトン」として発表[81]
  - 12月8日 : 二期線東主桁、西主桁（その2）工事竣工[81]
- 1998年（平成10年）
  - 3月16日 : 一期線拡幅工事竣工[82]
  - 3月30日 : 供用開始[82]